# 王士翰
王士翰，清朝政治人物。
乾隆二十年（1755年），擔任清朝廣州府南海縣知縣。后由張埏接任。